# عبد القاهر الحويزي
الشيخ عبد القاهر بن الحاج عبد بن رجب بن المخلص العبادي الحويزي. هو رجل دين وفقيه شيعي من أهل الحويزة، ولم تبين المصادر الفترة التأريخية التي عاشها، لكن من المعلوم أنَّه كان معاصراً للحر العاملي حيث أنَّه قد ذكره في بعض كتبه، وصرَّح أنه قد التقى به في مشهد، وبالغ في تعظيمه والثناء عليه.(1) وقد ترجم له عمر كحالة في معجم المؤلفين باسم عبد القادر الحويزي، وذكر أنه كان حياً سنة 1100 هـ / 1689 م.

## مؤلفاته
ذكر في الكتب والمصادر التي ترجمت له وفي بعض فهارس الكتب المصنَّفات التي صنَّفها الحويزي، ومنها:
| - العقائد الدينية عن البراهين العقلية. - المستمسكات القطعية اليقينية. في علم الكلام. - صفو صفوة الأصول ونفي هفوة الفضول. - رياض الجنان وحدائق الغفران. كتاب في فروع الفقه الإسلامي. - الرسالة النيلوفرية. ذكر الحر العاملي أنَّها لم تتم. - الفرائد الصافية على الفوائد الوافية. هي حاشية على شرح الجامي. - دفع الغواية لشرح الهداية. | - خير الزائر المبتلى بالبلاء في طريق النجف وكربلاء. - سلوك مسالك المرام في مسلك مسالك الأفهام. قال الحر العاملي في وصف هذا الكتاب: ”تعاليق على آيات الاحكام للشيخ جواد“. ويعني بالشيخ جواد صاحب كتاب مسالك الأفهام في آيات الأحكام جواد بن سعد الله الكاظمي حيث أنَّ كتاب الحويزي تعليقات عليه. - تعاليق على تفسير البيضاوي. - ديوان شعر. |

## الهوامش
- 1 - أفرد الحر العاملي ترجمة مختصرة للحويزي في كتابه أمل الآمل في تراجم علماء جبل عامل، وقد قال ضمن ما قال: ”الشيخ عبد القاهر بن الحاج عبد بن رجب بن المخلص العبادي أصلا، الحويزي موطنا: فاضل، عالم، متكلم، فقيه، ماهر، جامع، جليل القدر، منشئ، عابد“. وقال في ختام ترجمته له: ”لقيته بالمشهد الرضوي على مشرفه السلام“.[7] ونقل كلامه نصاً أبو القاسم الخوئي في معجم رجال الحديث.[8]

### الكتب
- أعيان الشيعة. محسن الأمين، طبع بيروت - لبنان، تاريخ الطبع مفقود، منشورات دار التعارف.
- الذريعة إلى تصانيف الشيعة. آغا بزرگ الطهراني، طبع بيروت - لبنان، تاريخ الطبع مفقود، منشورات دار الأضواء.
- معجم المؤلفين. عمر كحالة، طبع بيروت - لبنان، تاريخ الطبع مفقود، منشورات إحياء التراث العربي.

### إشارات مرجعية
1. ↑  
كحالة، عمر. معجم المؤلفين - ج5. ص. 309. مؤرشف من الأصل في 2019-12-10.
2. ↑  
كحالة، عمر. معجم المؤلفين - ج5. ص. 310. مؤرشف من الأصل في 2019-12-10.
3. ↑  
الطهراني، آغا بزرگ. الذريعة إلى تصانيف الشيعة - ج15. ص. 283. مؤرشف من الأصل في 2020-01-10.
4. ↑  
الطهراني، آغا بزرگ. الذريعة إلى تصانيف الشيعة - ج21. ص. 14. مؤرشف من الأصل في 2020-01-10.
5. ↑  
الطهراني، آغا بزرگ. الذريعة إلى تصانيف الشيعة - ج15. ص. 51. مؤرشف من الأصل في 2020-01-10.
6. ↑  
الطهراني، آغا بزرگ. الذريعة إلى تصانيف الشيعة - ج11. ص. 321. مؤرشف من الأصل في 2020-01-10.
7. 1 2 3  
العاملي، الحر. أمل الآمل في تراجم علماء جبل عامل - ج2. ص. 156. مؤرشف من الأصل في 2019-12-10.
8. 1 2 3  
الخوئي، أبو القاسم. معجم رجال الحديث - ج11. ص. 63. مؤرشف من الأصل في 2019-12-10.
9. ↑  
الطهراني، آغا بزرگ. الذريعة إلى تصانيف الشيعة - ج16. ص. 138. مؤرشف من الأصل في 2020-01-10.
10. ↑  
السبحاني، جعفر. مفاهيم القرآن - ج10. ص. 63. مؤرشف من الأصل في 2019-12-10.